# Zethus carinatus
Zethus carinatus är en stekelart som beskrevs av Smith 1857. Zethus carinatus ingår i släktet Zethus och familjen Eumenidae. Inga underarter finns listade i Catalogue of Life.